# Karl Joseph Schulte
Karl Joseph Schulte (né le 14 septembre 1871 à Haus Valbert, dans le Sauerland, en province de Westphalie et mort à Cologne le 11 mars 1941) est un cardinal allemand, archevêque de Cologne de 1920 à sa mort.

## Biographie
Karl Joseph Schulte est né le 14 septembre 1871 à Haus Valbert, dans le Sauerland, en Rhénanie-du-Nord-Westphalie, il est le fils d'un fonctionnaire : Oswald Schulte et d'Antonetta, née Schlünder. Son père ayant changé de travail pour un poste dans la gestion de travaux, la famille de Karl Schulte déménage alors à Essen dans la Ruhr. A l'école, Anton Hubert Fischer qui sera alors un de ses prédécesseurs au siège archiépiscopal de Cologne, lui enseigne l'importance de la question sociale pour l'Église catholique, il fera d'ailleurs plus connaissance avec lui dans des initiatives telles que la création en 1890 de l'association populaire pour l'Allemagne catholique, le pape Léon XIII promulguera l'encyclique Rerum novarum en 1891 année de fin d'étude de Karl Schulte. Karl Schulte entre alors à l'Université rhénane Frédéric-Guillaume de Bonn (aujourd'hui Université de Münster). Au cours de son séminaire, il visite illégalement une taverne et il est ainsi pour un temps recalé à l'accès au sacrement de l'ordre, finalement Hubert Theophil Simar (de) alors évêque de Paderborn l'ordonne prêtre le 22 mars 1895.
Il consacre en 1911 la nouvelle basilique de la Visitation de Werl qui abrite le pèlerinage à Notre-Dame de Werl, consolatrice des affligés.
Le cardinal Schulte fait partie des quatre cardinaux allemands qui participent au conclave de 1939 à l'issue duquel Pie XII est élu.

## Succession apostolique
Karl Joseph Schulte a ordonné les évêques suivants :
- Évêque Heinrich Haehling von Lanzenauer (de) (1912)
- Archevêque Kaspar Klein (1920)
- Archevêque Franz Rudolf Bornewasser (de) (1921)
- Évêque Hermann Joseph Sträter (de) (1922)
- Évêque Josef Stoffels (de) (1922)
- Évêque Joseph Hammels (de) (1924)
- Évêque Joseph Vogt (de) (1931)
- Évêque Wilhelm Stockums (de) (1932)
- Cardinal Clemens August von Galen (1933)
- Évêque Josef Lörks (de), S.V.D. (1933)